# Kamjanez-Podilskyj
Kamjanez-Podilskyj (ukrainisch Кам'янець-Подільський; russisch Каменец-Подольский Kamenez-Podolski, rumänisch Camenița, polnisch Kamieniec Podolski) ist eine Stadt in der westukrainischen Oblast Chmelnyzkyj mit 109.000 Einwohnern (2024). Die Stadt liegt in der historischen Region Podolien.

## Lage
Kamjanez-Podilskyj liegt etwa 20 km nordöstlich von Chotyn in einer landschaftlich reizvollen und strategisch außergewöhnlichen Lage. Der Fluss Smotrytsch mäandert hier etwa 60 m tief eingeschnitten in den Kalkstein der podolischen Platte. Einer dieser Mäander umschließt einen ca. 700 × 500 m großen Umlaufberg, auf dem mit Unterstützung von Befestigungsmauern die Altstadt errichtet wurde. Der Zugang zu dieser strategisch so günstig liegenden Stadt wurde zusätzlich durch den Bau einer Festung gesichert. Heute verbindet eine moderne Brücke die Altstadt mit der im Osten nahezu im Schachbrettmuster errichteten Neustadt.
In der Festung begann am 20. Mai 1784 die erste Ballonfahrt in Osteuropa.

## Geschichte
Kamjanez-Podilskyj ist eine der ältesten Städte der Ukraine. Das genaue Alter der Stadt lässt sich nicht angeben. In Chroniken wird der Ort schon im Jahr 1106 als Stadt erwähnt. Vom 14. bis zum 18. Jahrhundert erlebte Kamjanez eine Aufschwung- und Blütezeit. Ab 1373 stand sie unter polnischer Herrschaft als Sitz der Woiwodschaft Podolien; seit dem 14. Jahrhundert war Kamjanez eine der bedeutendsten polnischen Festungen in der Ukraine. Mönche vieler Orden zogen hierher: zuerst die Dominikaner, dann die Franziskaner, später die Jesuiten (1608), Barfüßige Karmeliter (1623), Dominikaner (1615). Doch von 1672 bis 1699 gehörte die Stadt zum Osmanischen Reich. Ein Minarett wurde später in die Peter-und-Paul-Kathedrale integriert. Bei der zweiten Teilung Polens kam Kamjanez 1793 zum Russischen Reich und war Hauptstadt des Gouvernements Podolien. Im Jahr 1897 hatte die Stadt 39.113 Einwohner (50 % Juden, 30 % Polen), 16 russisch-orthodoxe, vier römisch-katholische und eine armenische Kirche, eine Synagoge, zwei russisch-orthodoxe und drei römisch-katholische Klöster sowie zwei Gymnasien. In Garnison lagen das 1.Kuban- und das 1. Wolga-Kosaken-Regiment.
1918 wurde hier die Nationale Iwan-Ohijenko-Universität als erste ukrainische Universität gegründet und 1919 war die Stadt Interimssitz der Ukrainischen Nationalregierung. Seit Ende 1922 gehörte die Ukrainische SSR zur Sowjetunion.
Am 19. November 1990 unterzeichneten Leonid Krawtschuk und Boris Jelzin einen Freundschaftsvertrag und damit die gegenseitige Anerkennung der staatlichen Souveränität.
Am 30. Juni 1941, acht Tage nach dem Beginn des deutsch-sowjetischer Krieges und einen Tag nach dem Ende der Panzerschlacht bei Dubno-Luzk-Riwne, griffen Sturzkampfbomber der Luftwaffe Kamenez-Podolsk an und verursachten schwere Zerstörungen.
Ende August 1941 ermordeten SS-Einsatzgruppen beim Massaker von Kamenez-Podolsk mehr als 23.000 Juden. 1944 litt die Stadt in der Kesselschlacht von Kamenez-Podolski. Bei der Einkreisung der deutschen 1. Panzerarmee hatte die Rote Armee die Stadt erobert; sie wurde dann aber von den Deutschen zurückerobert, bevor der Kessel nach Westen „wanderte“. Der Entlastungsstoß des aus Frankreich herangeführten II. SS-Panzerkorps (9. SS-Panzer-Division „Hohenstaufen“ und 10. SS-Panzer-Division „Frundsberg“) kam aus dem Raum Stanislau, das noch bis Juni 1944 von den Deutschen gehalten wurde.
Erst nach Kriegsende konnte der Wiederaufbau der Stadt beginnen. Die Stadt trug bis dahin den russischen Namen Kamenez-Podolsk/Каменец-Подольск, am 9. August 1944 wurde sie dann per Ukas in Kamenez-Podolski/Kamjanez-Podilskyj umbenannt.
Die Einwohnerschaft von Kamjanez wurde im Wesentlichen von vier Bevölkerungsgruppen bestimmt: Polen, Ukrainern, Armeniern und Juden. Jede Bevölkerungsgruppe hatte bestimmte Wohnquartiere und hinterließ Spuren in der gesamten Stadtarchitektur. In der Blütezeit der Stadt soll es über 30 Kirchen und Klöster gegeben haben. Viele sind oder werden restauriert.
Am 16. Januar 1991 stellte Papst Johannes Paul II. die römisch-katholische Diözese Kamjanez-Podilskyj wieder her, die unter sowjetischer Herrschaft aufgelöst wurde.
Seit dem 24. August 1991 gehört Kamjanez-Podilskyj zur unabhängigen Ukraine und ist ein bedeutendes Wirtschafts-, Kultur-, Bildungs- und Tourismuszentrum des Staates.

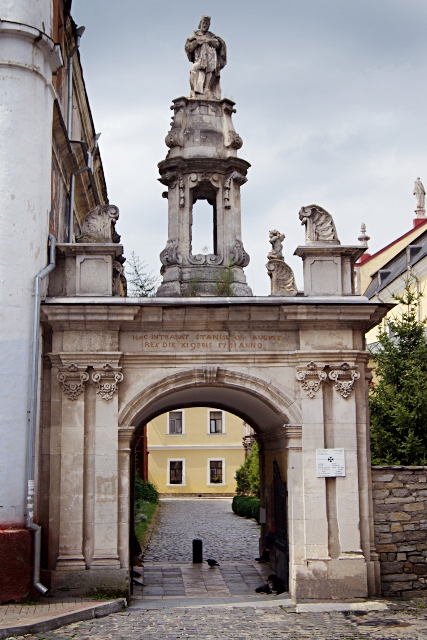
Triumphbogen
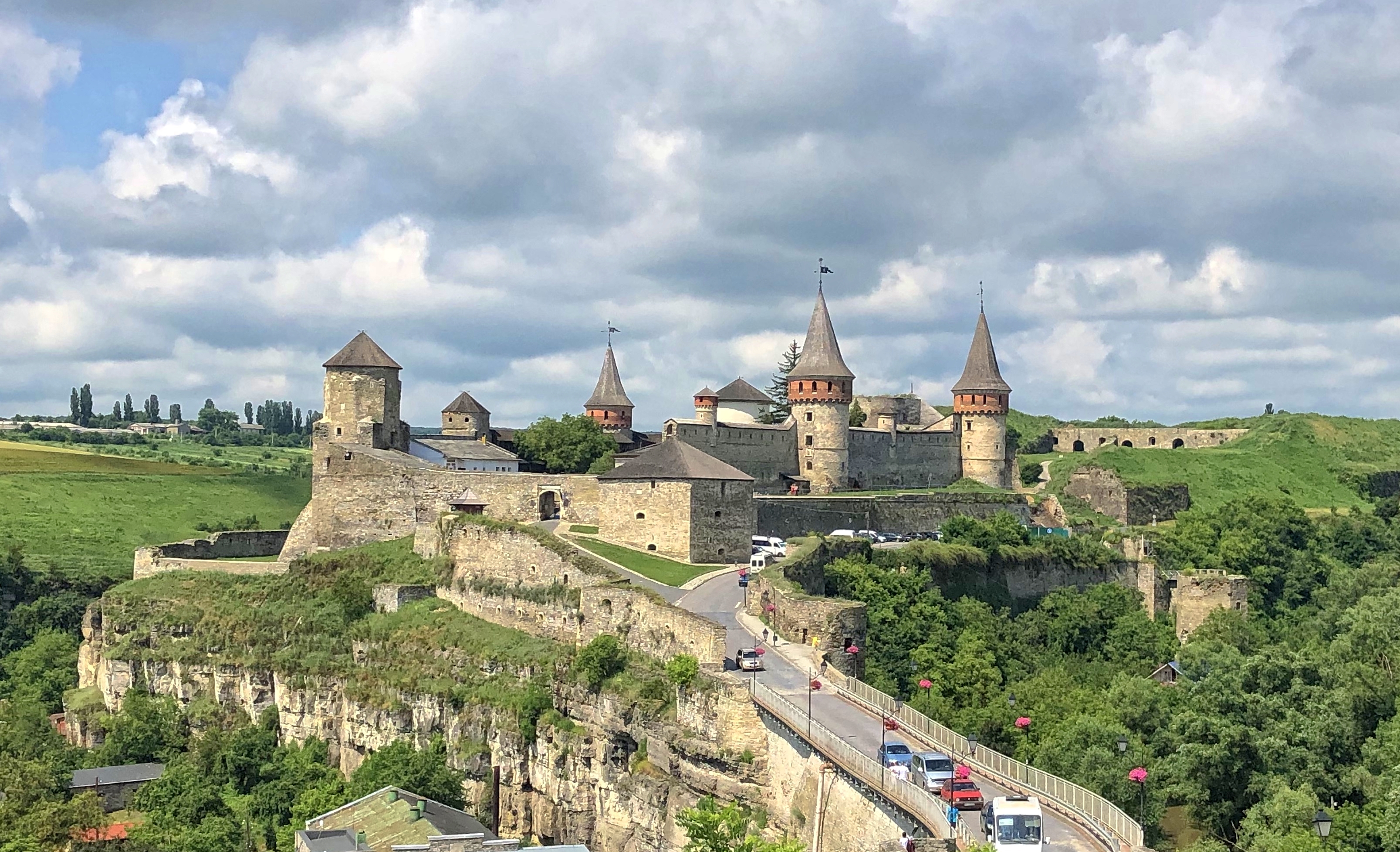
Die Festung (2019)
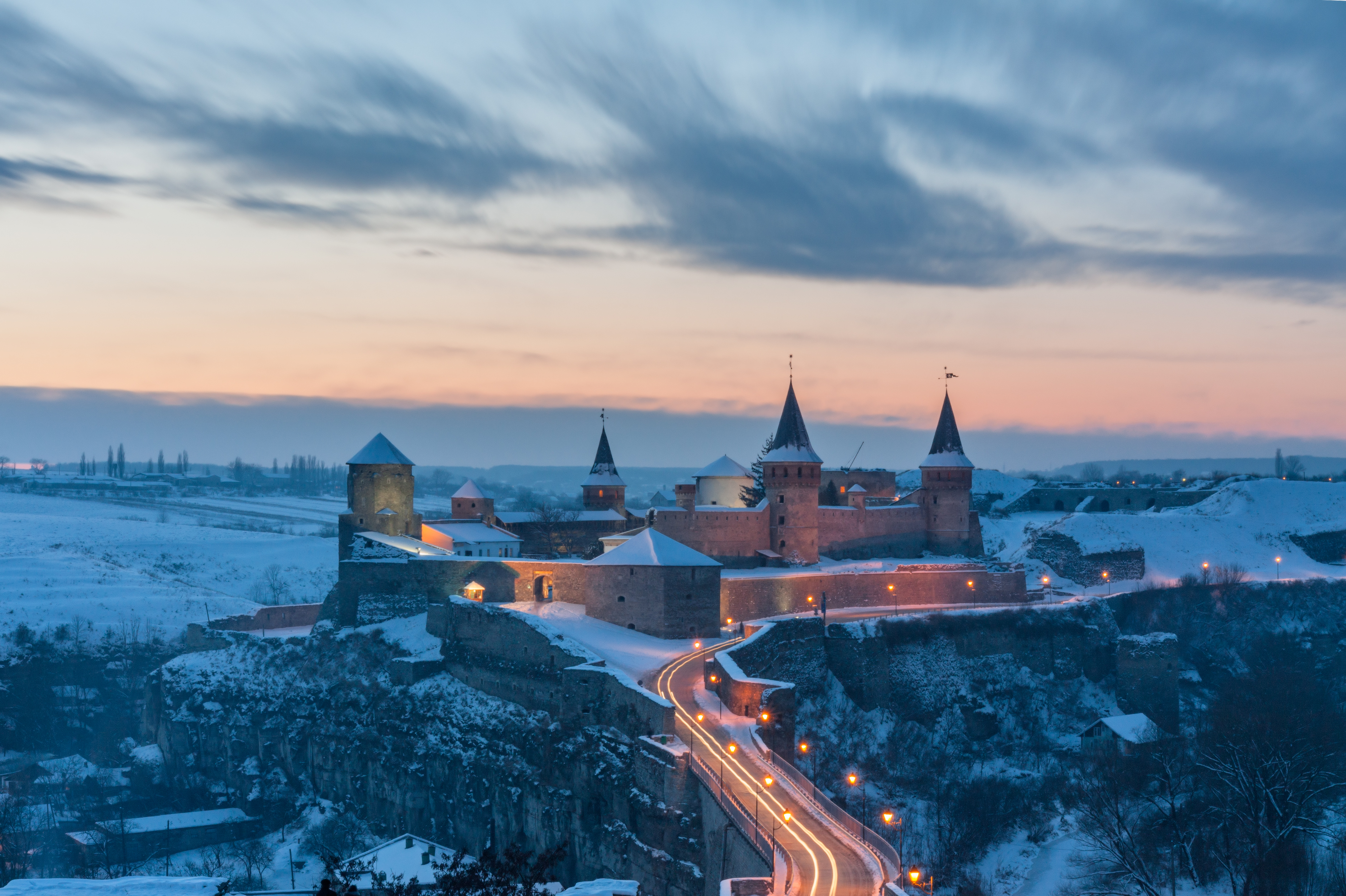
Die Festung (2010)
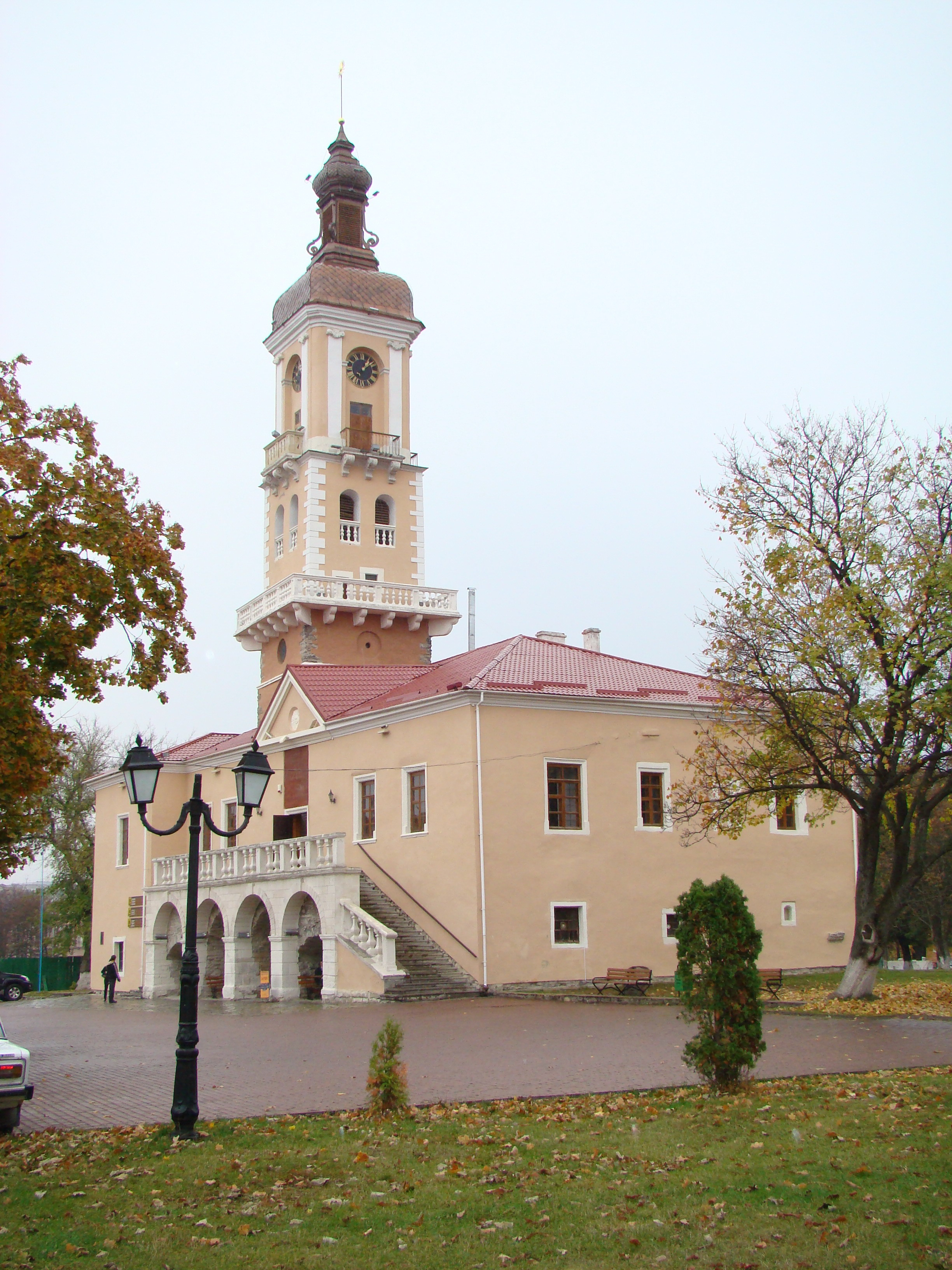
Rathaus

## Sehenswürdigkeiten
- Die Verkündigungskirche im armenischen Viertel stammt aus dem 13. Jahrhundert.
- Die Peter-und-Paul-Kathedrale aus dem Jahre 1370 (heutiges Aussehen aus dem 16. Jahrhundert) ist die Hauptkirche  des römisch-katholischer Bistums Kamjanez-Podilskyj. Davor steht ein zu einer Mariensäule umgewidmetes Minarett aus der Zeit der Türkenherrschaft.
- Die Kreuzerhöhungskirche am Ufer des Smotrytsch, eine Holzkirche aus dem Jahr 1700, ist eine der bedeutendsten Holzkirchen Podoliens.
- Festung Kamjanez-Podilskyj
- Triumphbogen zu Ehren des polnischen Königs Stanisław August bei dessen Besuch im Jahre 1781
- Dominikanerkirche aus dem 15. Jahrhundert mit Gotik-, Renaissance- und Barockelementen
- Das mehrfach umgebaute Rathaus im ursprünglich gotischen Stil ist das älteste öffentliche Gebäude am polnischen/ukrainischen Markt
- Die ehemalige Synagoge wurde zu einem Restaurant umgebaut.

## Verwaltungsgliederung
Am 12. Juni 2020 wurde die Stadt zum Zentrum der neugegründeten Stadtgemeinde Kamjanez-Podilskyj (Кам'янець-Подільська міська громада/Kamjanez-Podilska miska hromada). Zu dieser zählen auch die 12 in der untenstehenden Tabelle aufgelisteten Dörfer, bis dahin bildete sie die gleichnamige Stadtratsgemeinde Kamjanez-Podilskyj (Кам'янець-Подільська міська рада/Kamjanez-Podilska miska rada) im Zentrum des Rajons Kamjanez-Podilskyj.
Folgende Orte sind neben dem Hauptort Kamjanez-Podilskyj Teil der Gemeinde:
| Name                     | Name              | Name                                           |
| ukrainisch transkribiert | ukrainisch        | russisch                                       |
| ------------------------ | ----------------- | ---------------------------------------------- |
| Chodoriwzi               | Ходорівці         | Ходоровцы (Chodorowzy)                         |
| Dowschok                 | Довжок            | Должок (Dolschok)                              |
| Knjahynyn                | Княгинин          | Княгинин (Knjaginin)                           |
| Kolybajiwka              | Колибаївка        | Колыбаевка (Kolybajewka)                       |
| Liskiwzi                 | Лісківці          | Лесковцы (Leskowzy)                            |
| Nahorjany                | Нагоряни          | Нагоряны (Nagorjany)                           |
| Ostriwtschany            | Острівчани        | Островчаны (Ostrowtschany)                     |
| Rychta                   | Рихта             | Рыхта                                          |
| Sinkiwzi                 | Зіньківці         | Зиньковцы (Sinkowzy)                           |
| Smotrytsch               | Смотрич           | Смотрич (Smotritsch)                           |
| Tscherwona Tschahariwka  | Червона Чагарівка | Червоная Чагаровка (Tscherwonaja Tschagarowka) |
| Wilchowez                | Вільховець        | Ольховец (Olchowez)                            |

## Städtepartnerschaften
Kamjanez listet folgende Partnerstädte auf:
| Stadt               | Land               | seit |
| ------------------- | ------------------ | ---- |
| Athens              | Vereinigte Staaten | 2003 |
| Brantford           | Kanada             | 2022 |
| Cihanbeyli          | Türkei             | 2021 |
| Częstochowa         | Polen              |      |
| Dolný Kubín         | Slowakei           |      |
| Edineț              | Moldau             |      |
| Esslingen am Neckar | Deutschland        | 2023 |
| Głogów              | Polen              | 2004 |
| Gorzyce             | Polen              | 2007 |
| Hautmont            | Frankreich         | 2022 |
| Herrljunga          | Schweden           | 2008 |
| Hrubieszów          | Polen              | 2017 |
| Kalisz              | Polen              |      |
| Kispest , Budapest  | Ungarn             |      |
| Krakau              | Polen              |      |
| Kutná Hora          | Tschechien         | 2008 |
| Līvāni              | Lettland           |      |
| Lublin              | Polen              | 2016 |
| Mariestad           | Schweden           |      |
| Ponte Lambro        | Italien            | 2006 |
| Przemyśl            | Polen              | 1997 |
| Radoviš             | Nordmazedonien     | 2014 |
| Roman               | Rumänien           | 2011 |
| Sanok               | Polen              | 2002 |
| Siret               | Rumänien           |      |
| Targówek , Warschau | Polen              |      |
| Tarnowo Podgórne    | Polen              | 2018 |
| Teruel              | Spanien            |      |
| Ukmergė             | Litauen            | 1991 |
| Valle de Mena       | Spanien            |      |
| Wiesbaden           | Deutschland        | 2023 |
| Włodawa             | Polen              | 2018 |
| Zalău               | Rumänien           | 2003 |
| Zawiercie           | Polen              |      |

## Söhne und Töchter der Stadt
- Jan de Witte (1709–1785), polnischer General und Architekt
- Fürst Józef Zajączek (1752–1826), polnischer General und Politiker
- Iwan Lutschyzkyj (1845–1918), ukrainisch-russischer Historiker und Hochschullehrer
- Aleksander Michałowski (1851–1938), polnischer Pianist, Musikpädagoge und Komponist
- Marc Rosenberg (1852–1930), russisch-deutscher Kunsthistoriker
- Iossif Kotek (1855–1885), russischer Violinist und Geliebter Tschaikowskis
- David Günzburg (1857–1910), russischer Orientalist
- Cezaryna Wojnarowska (1861–1911), Sozialistin
- Lidija Swjagina (1861–1943), ukrainisch-russische Kontra-Altistin und Gesangspädagogin
- Karl Waegner (1864–1939), deutsch-russischer Unfallchirurg und Orthopäde
- Maurice Fishberg (1872–1934), Anthropologe
- Natalija Masepa-Sinhalewytsch (1882–1945), Bakteriologin
- Fischl Jehoshua Schneersohn (1887–1958), Rabbiner, Arzt, Schriftsteller und Sozialaktivist
- Serhij Dloschewskyj (1889–1930), klassischer Philologe, Archäologe und Hochschullehrer
- Louis Ritman (1889–1963), US-amerikanischer Maler
- Nikolai Tschebotarjow (1894–1947), sowjetischer Mathematiker
- Moshe Stekelis (1898–1967), Archäologe
- Israel Brandmann (1901–1993), jüdischer Komponist, Dirigent und Violinist
- Mykola Baschan (1904–1983), Dichter, Publizist und Übersetzer klassischer Literatur
- Wolodymyr Bjeljajew (1907–1990), sowjetischer Schriftsteller und Drehbuchautor
- Sergei Gorschkow (1910–1988), sowjetischer Admiral und Marinestratege
- Edward Statkiewicz (1921–1970), polnischer Geiger und Musikpädagoge
- Mark Kopytman (1929–2011), israelischer Komponist und Musikpädagoge
- Leonid Stein (1934–1973), sowjetischer Großmeister im Schach
- Michail Alperin (1956–2018), Jazz-Pianist
- Iryna Merleni (* 1982), Ringerin
- Iryna Kindzerska (* 1991), Judoka
- Wladyslaw Wanat (* 2002), Fußballspieler

## Fotos

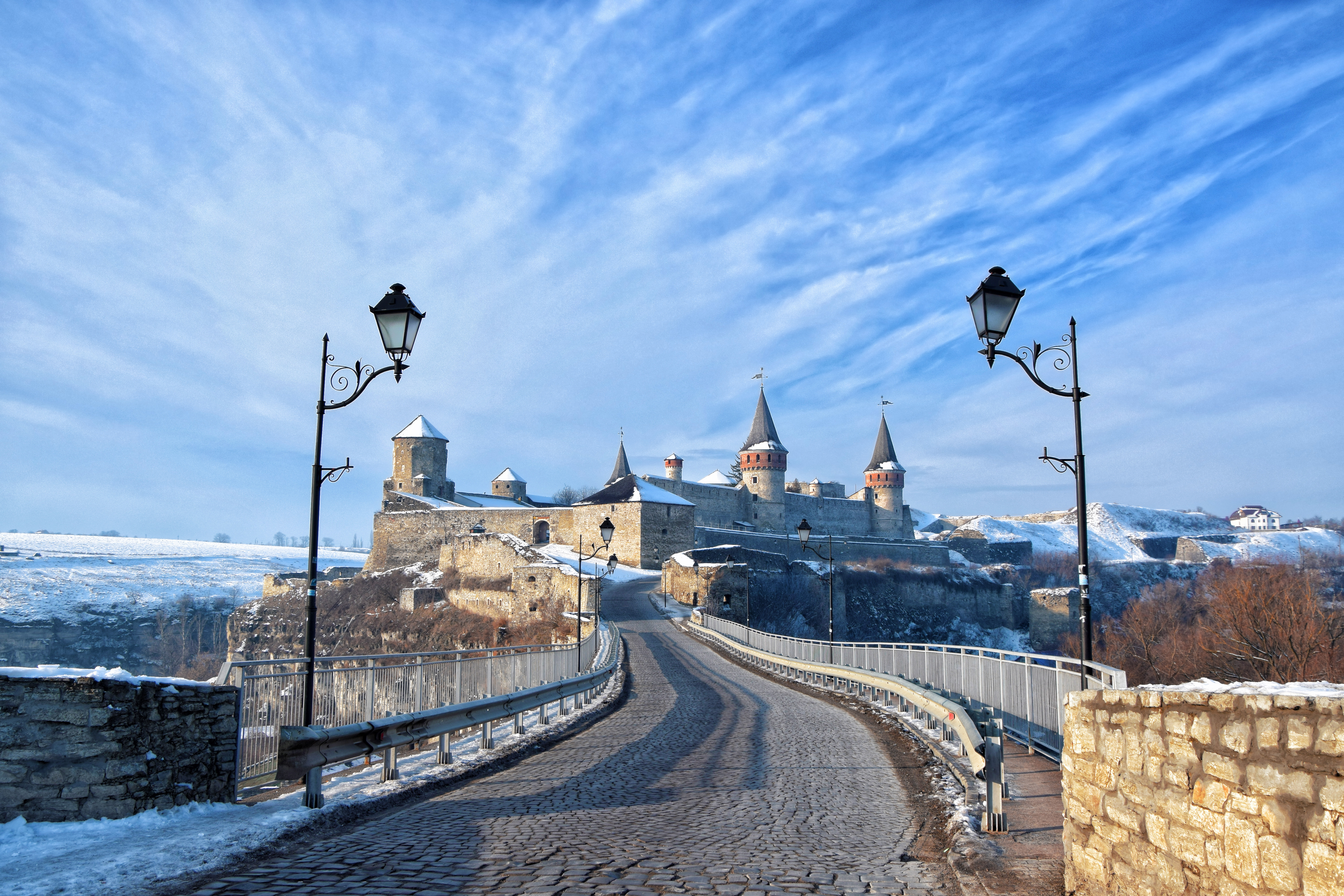
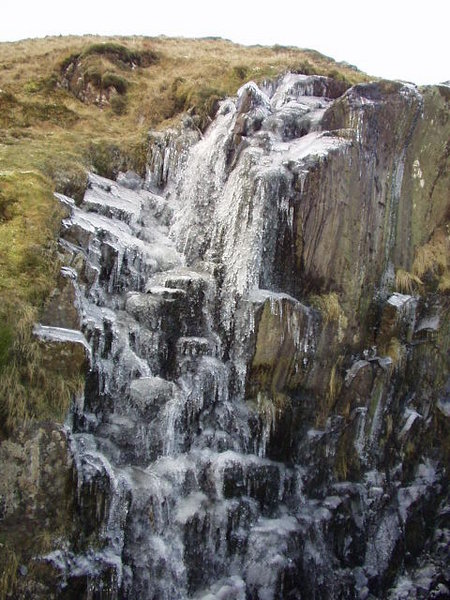
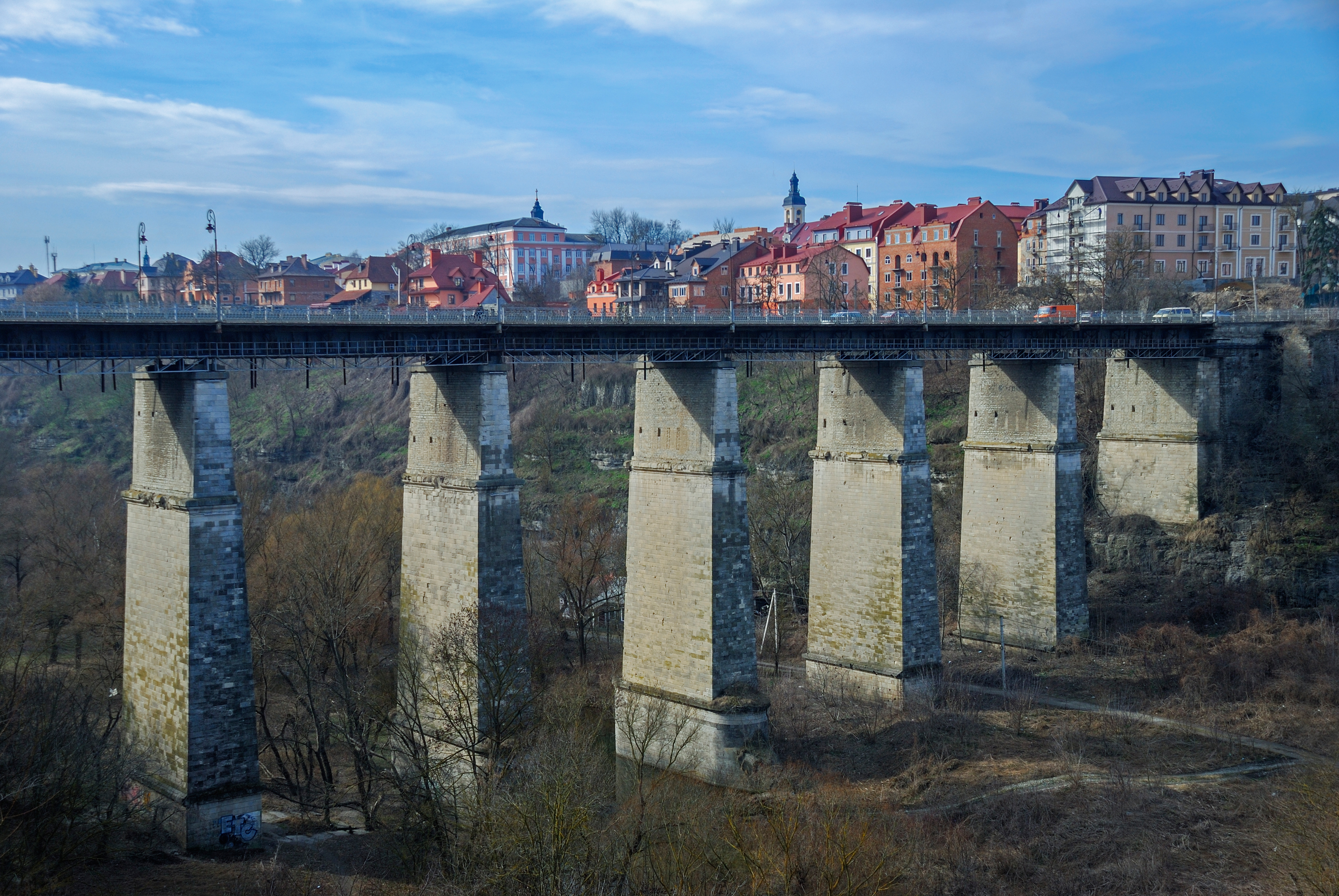
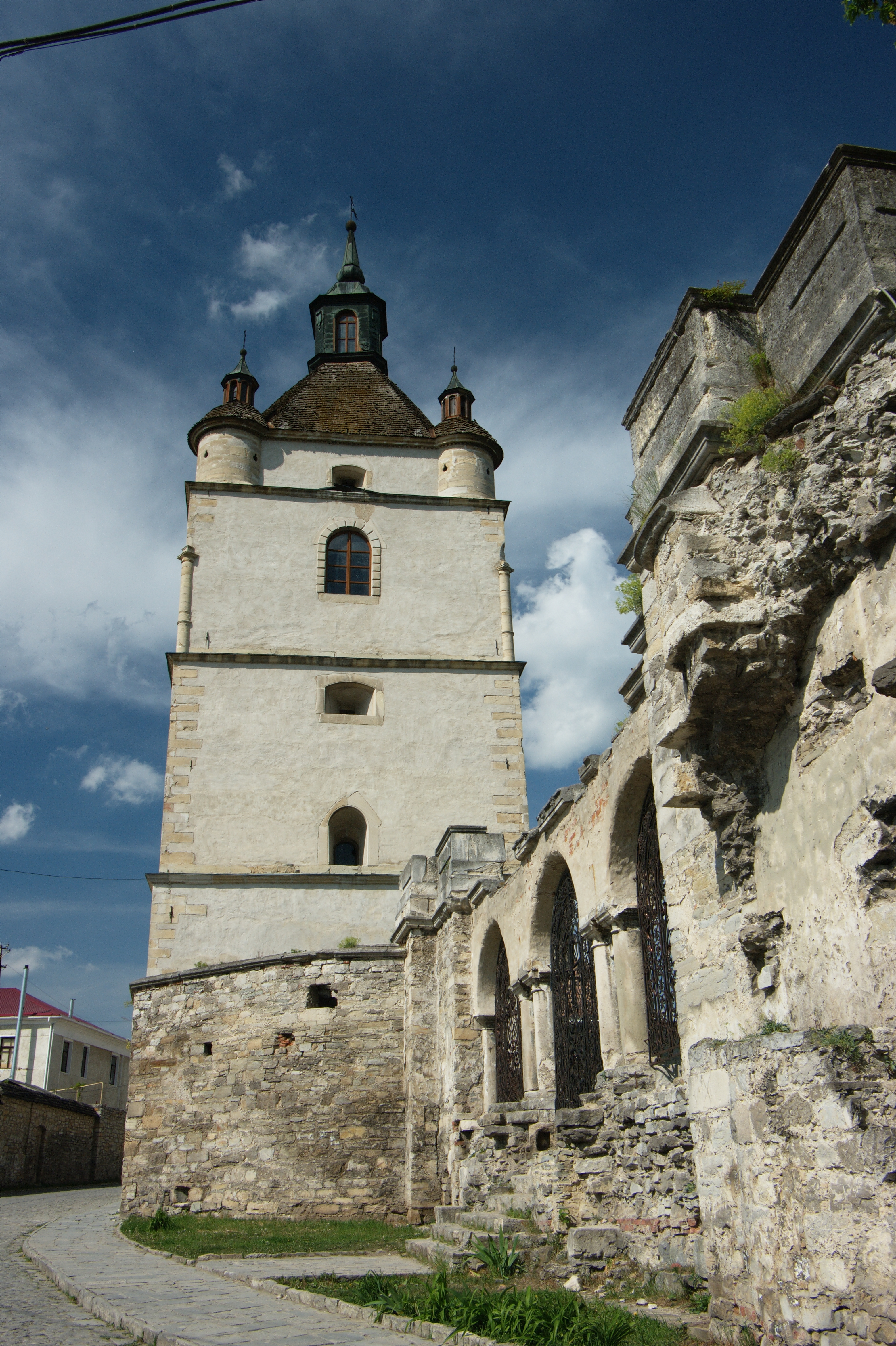
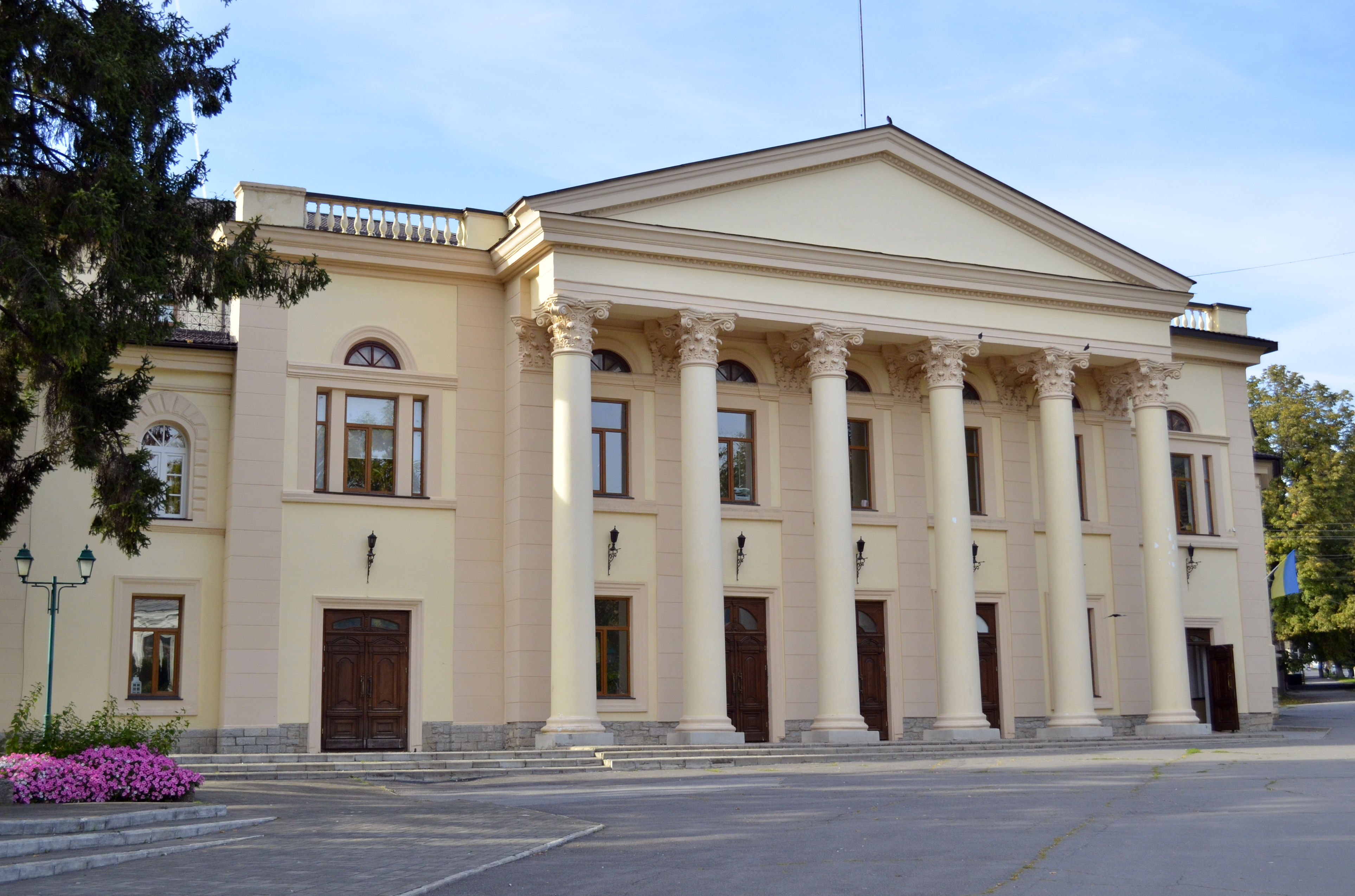
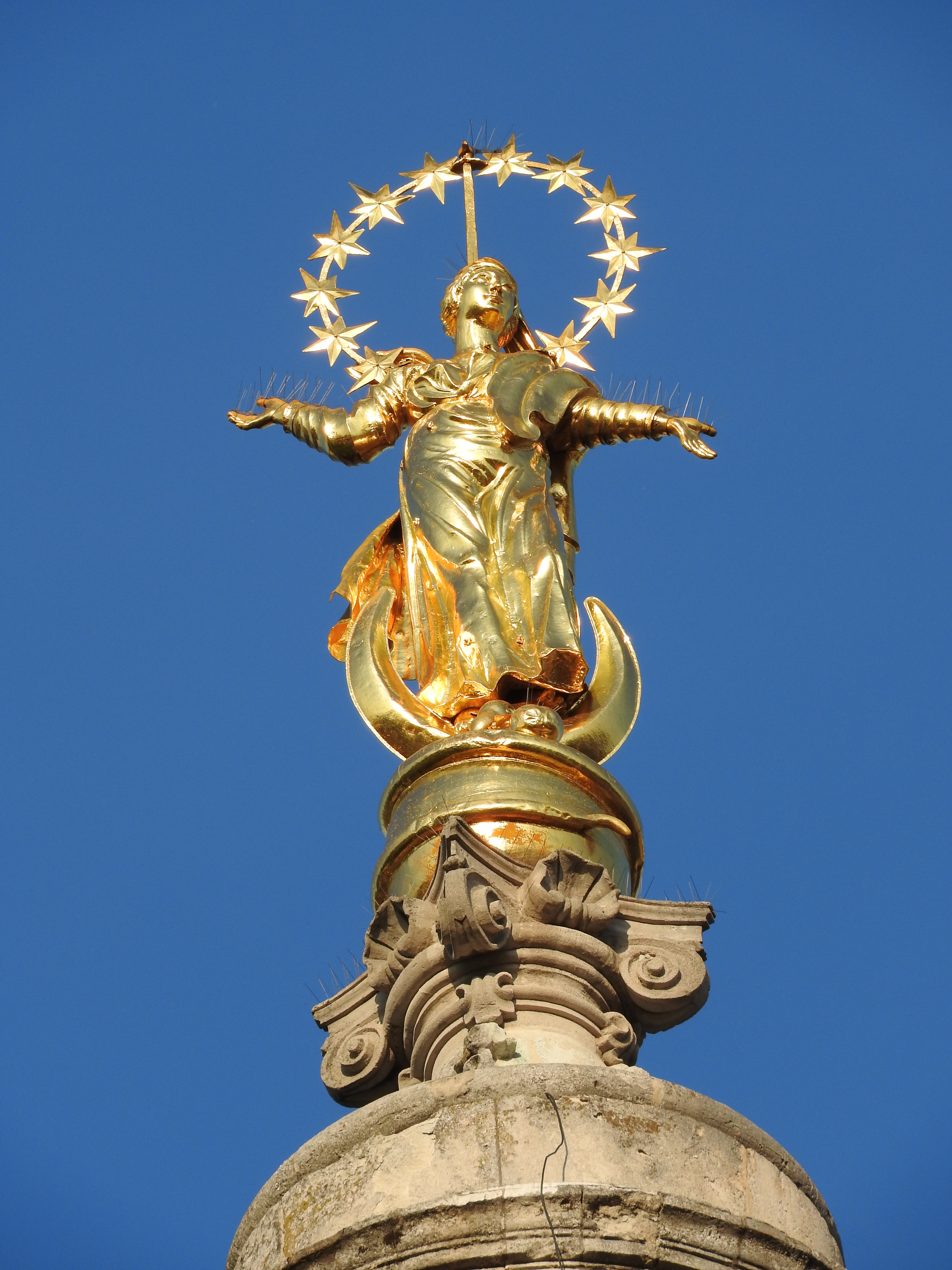
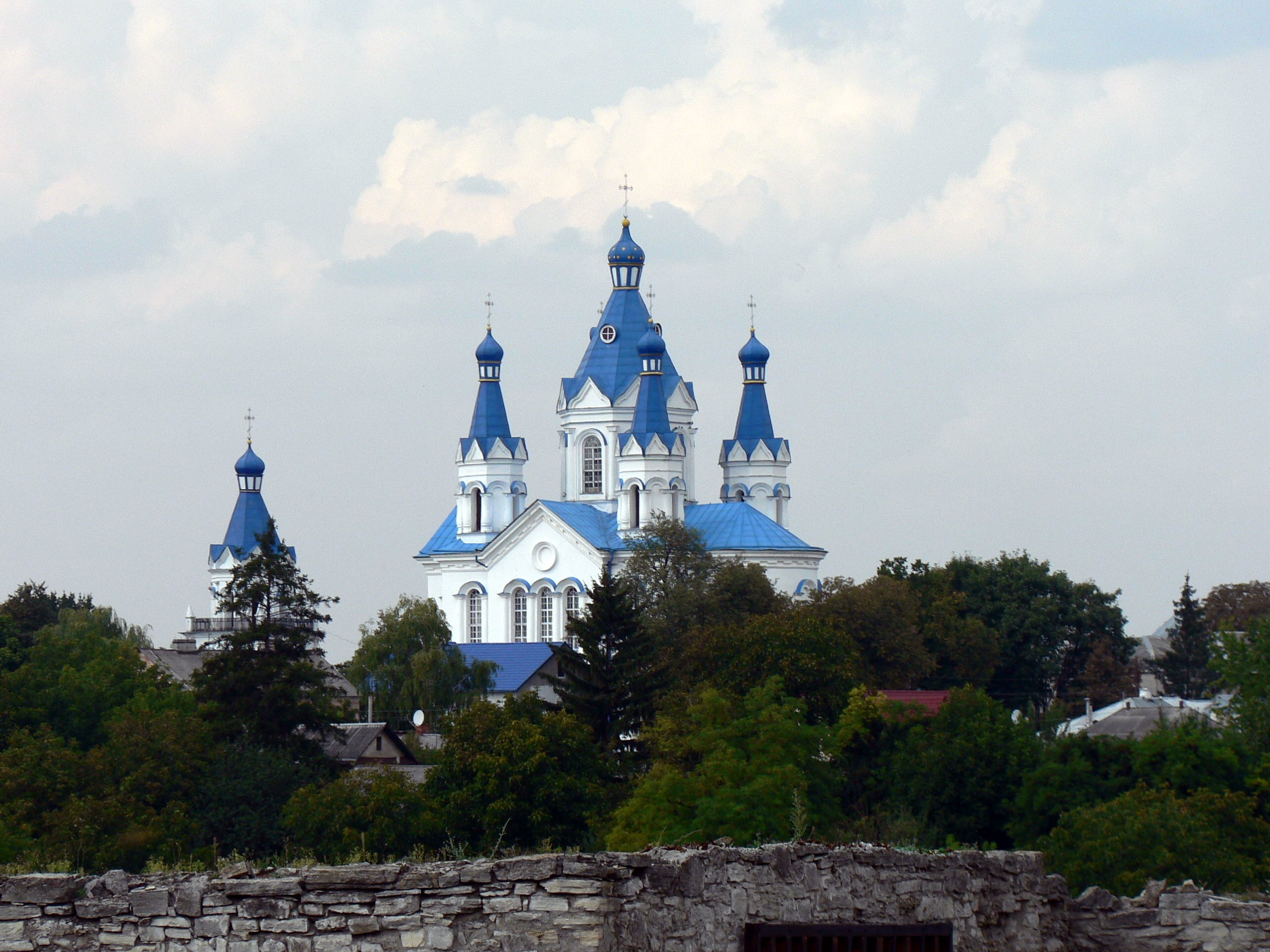
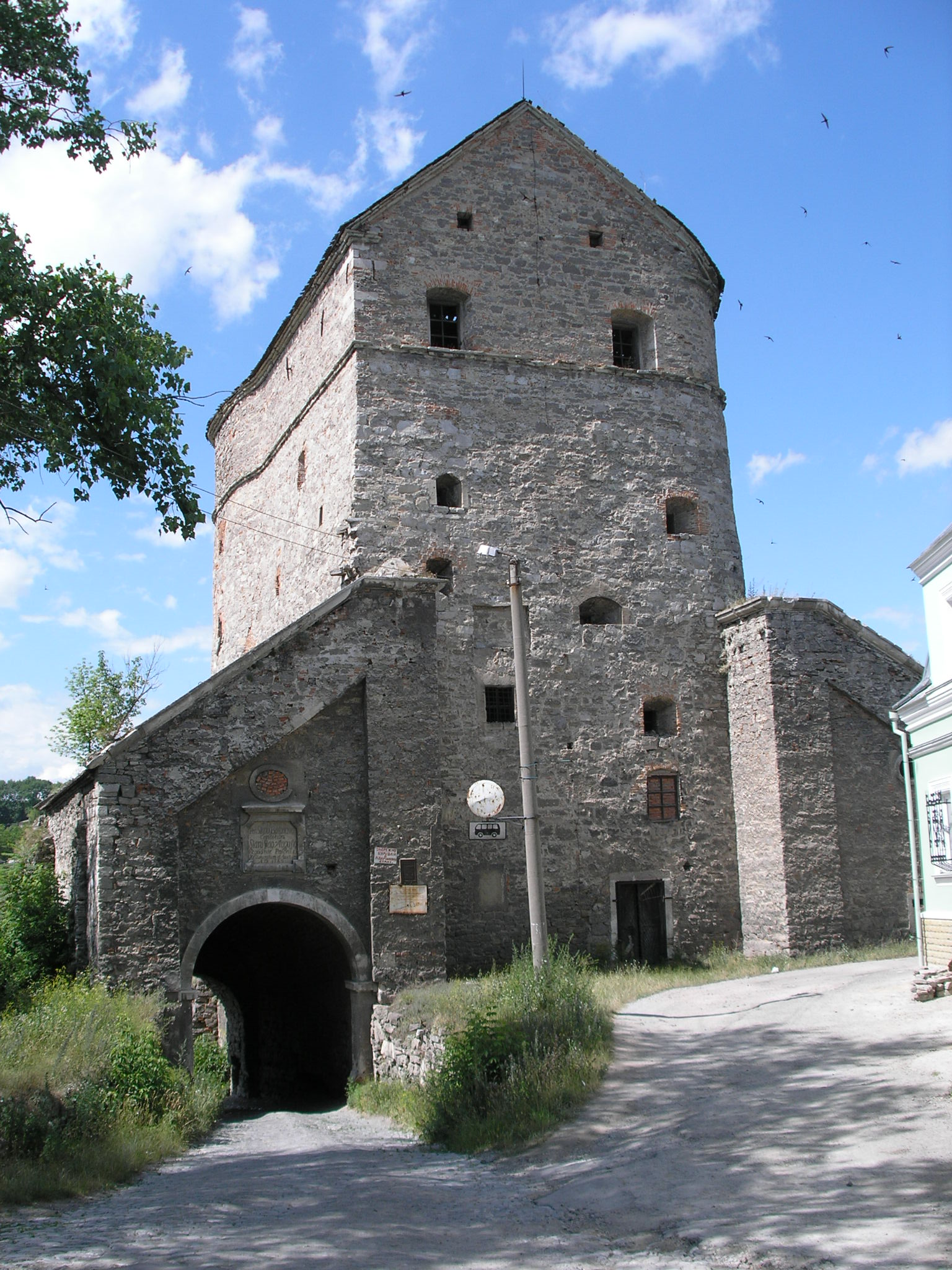
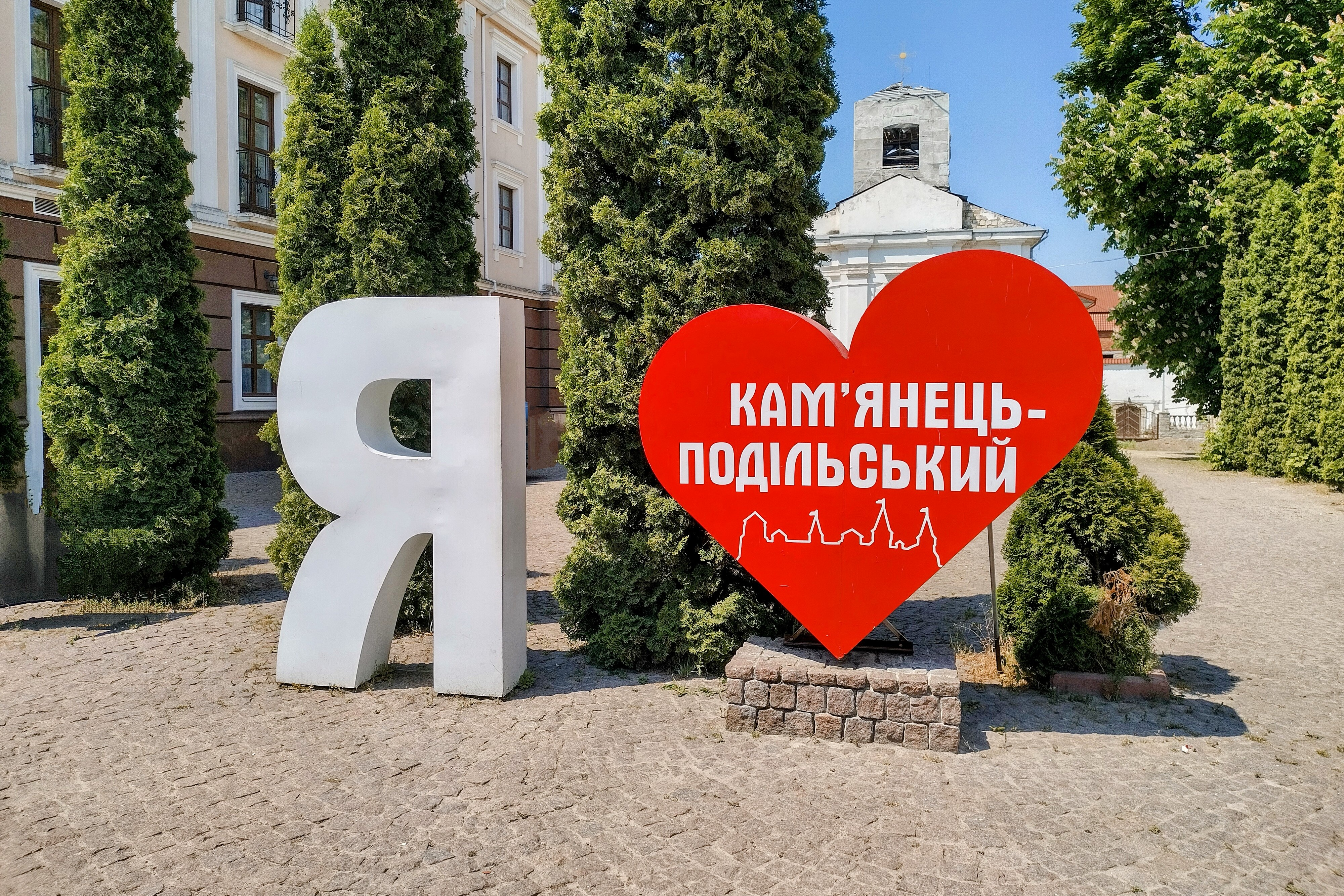
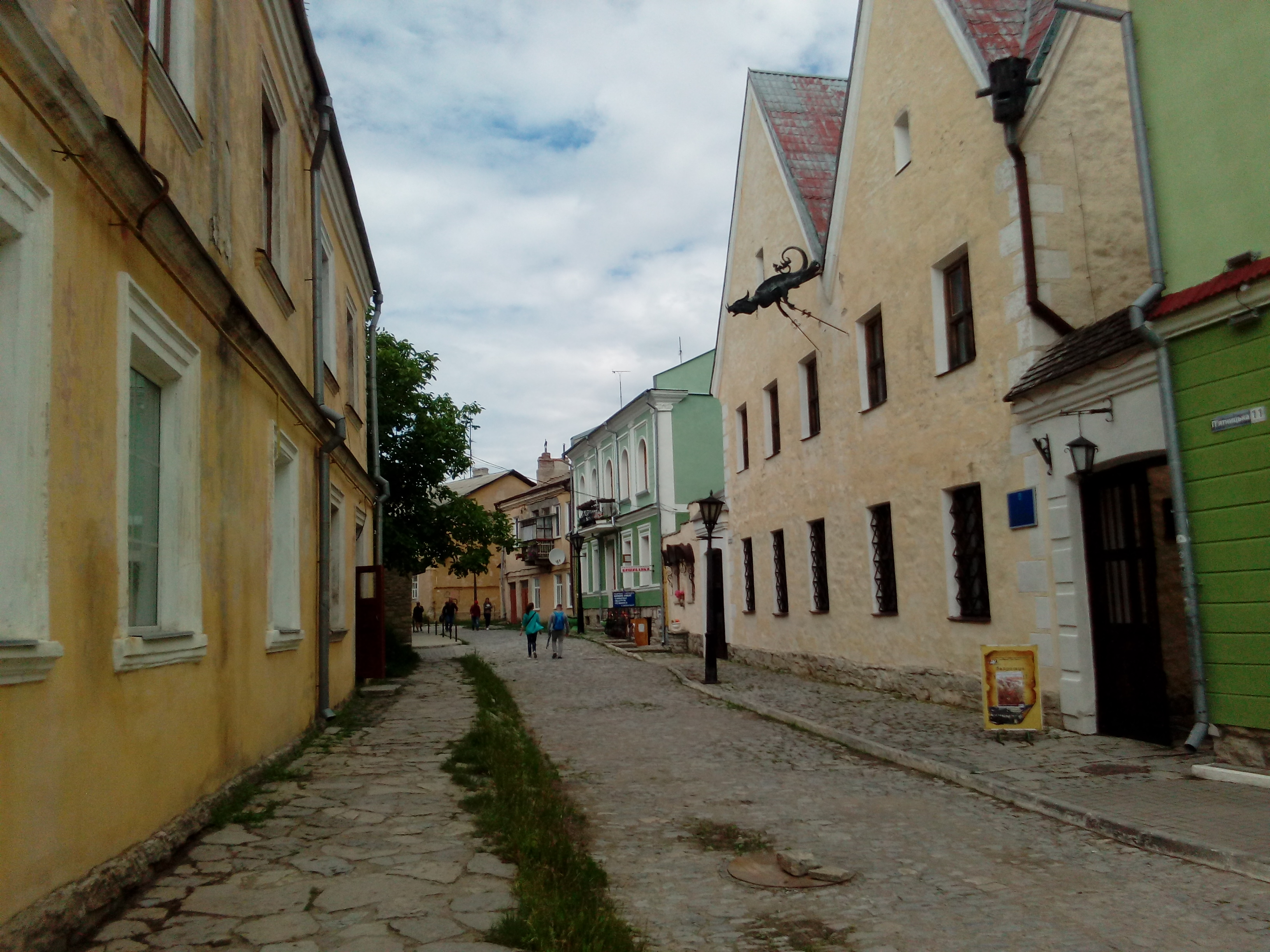
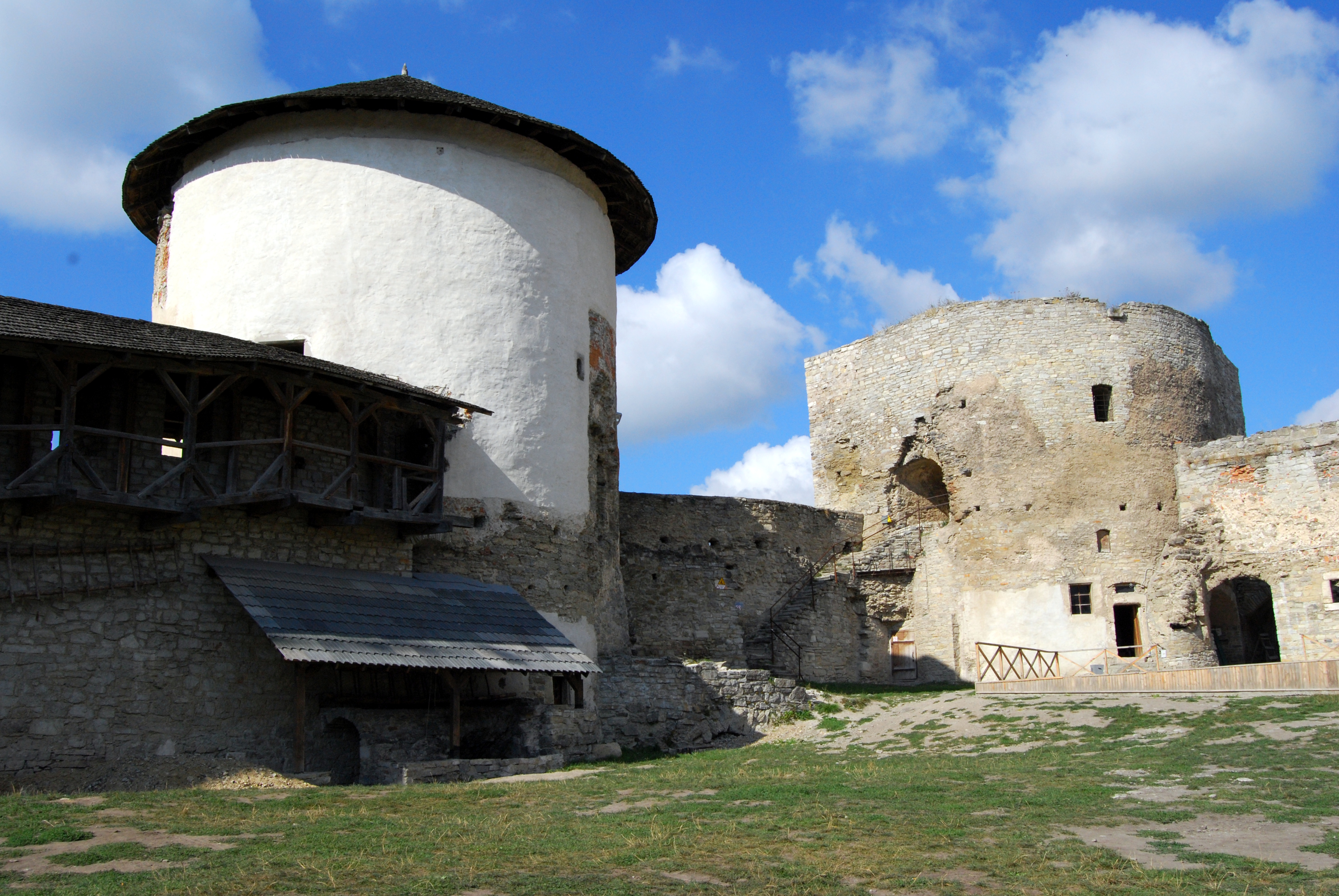
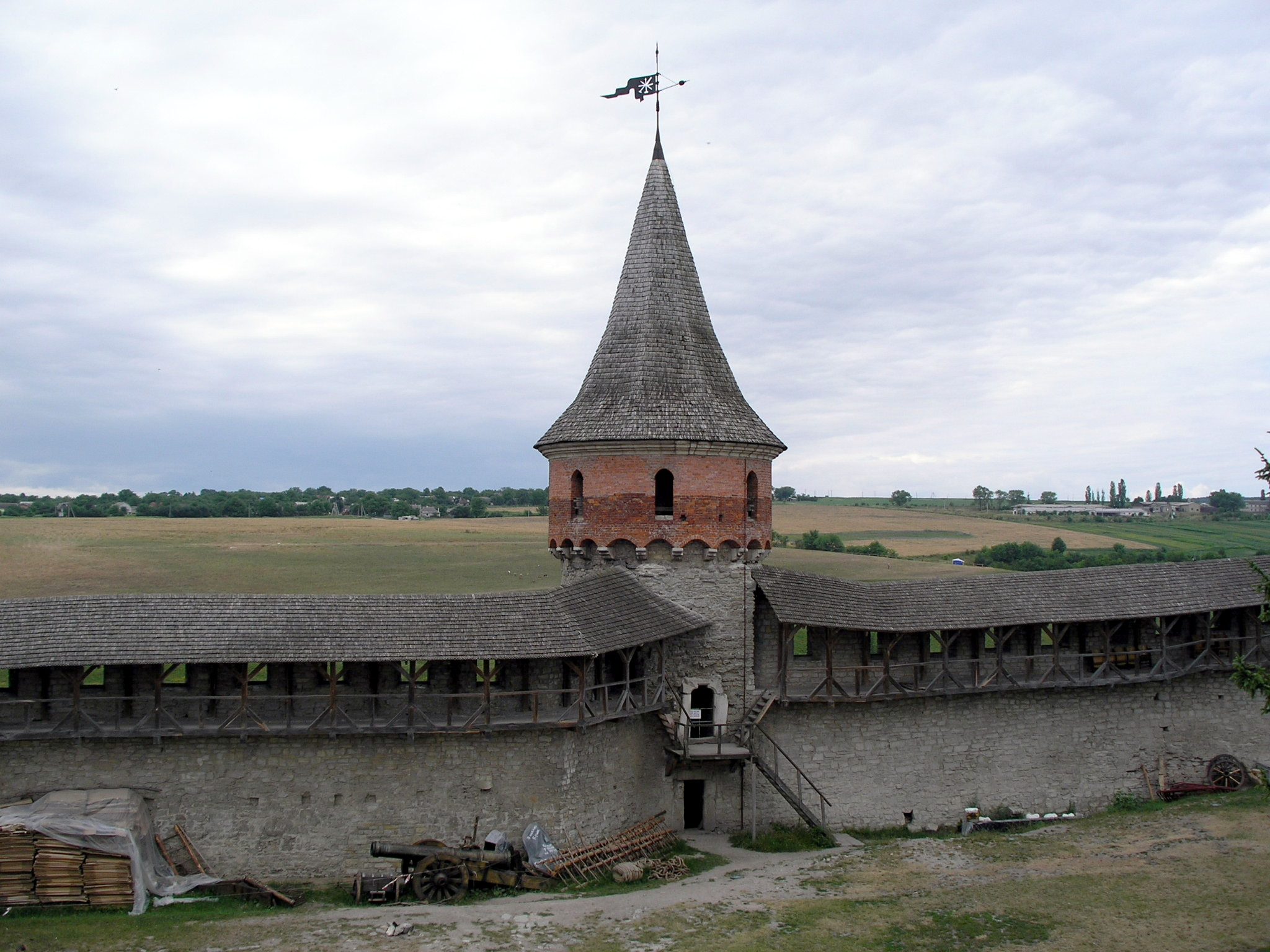
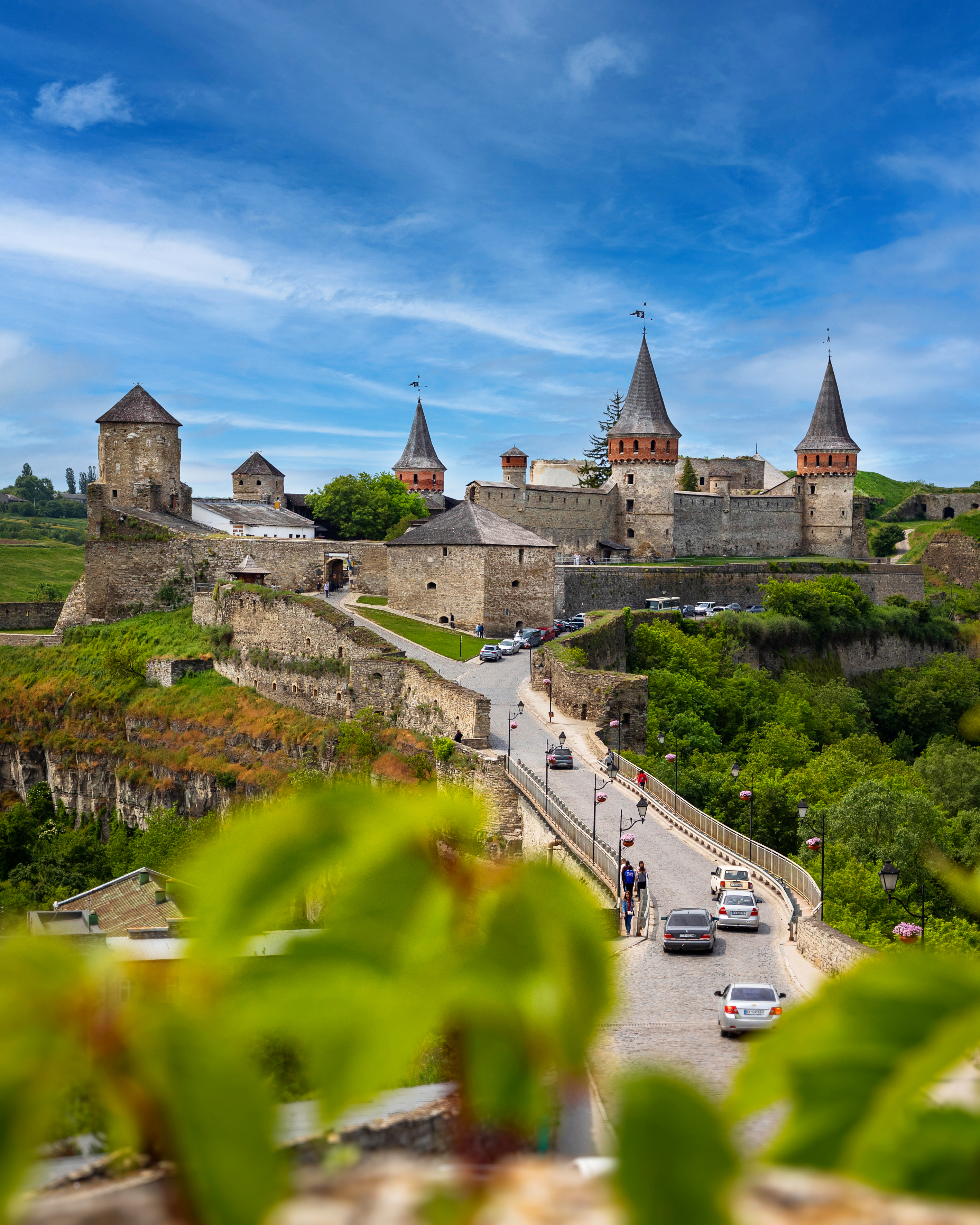
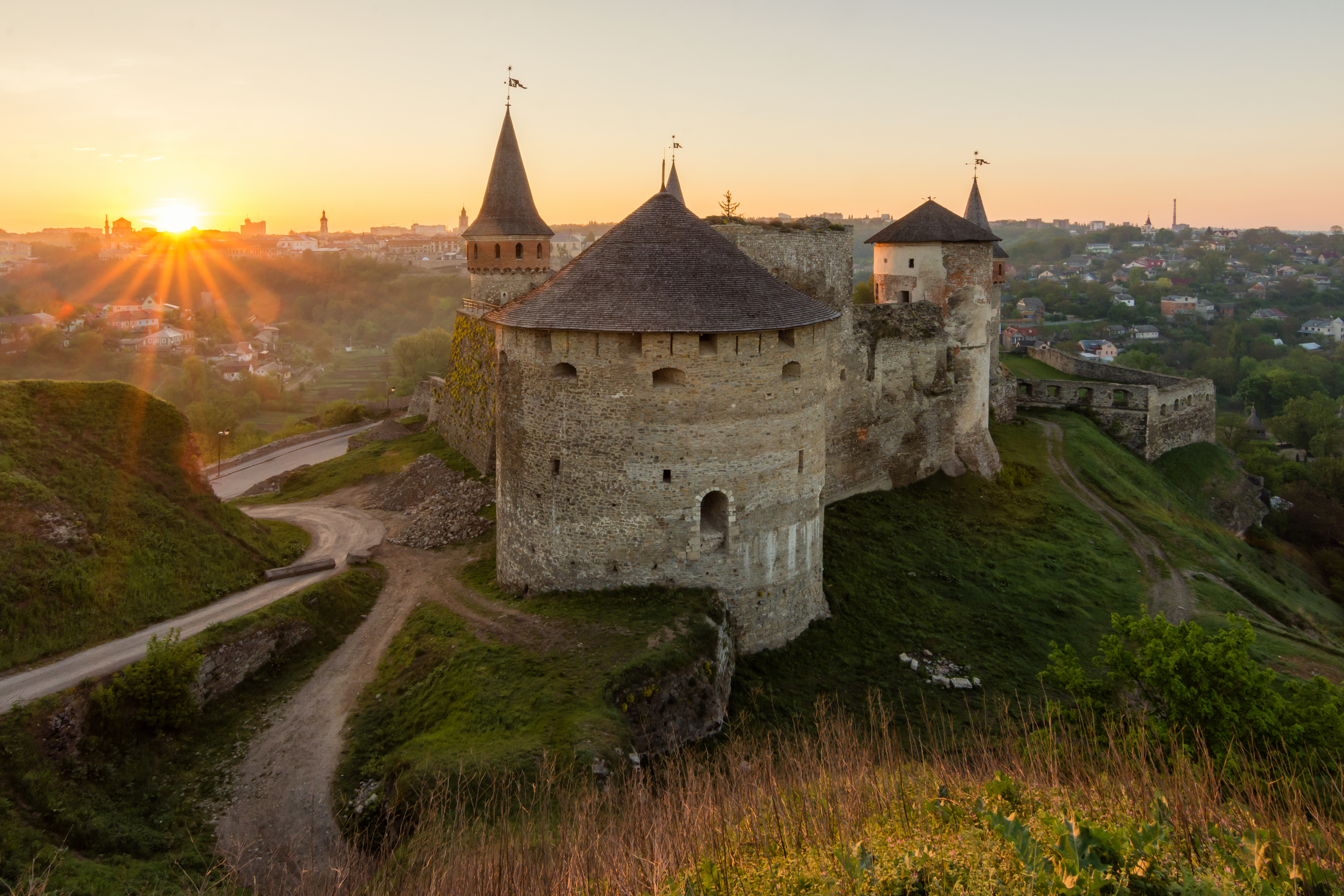
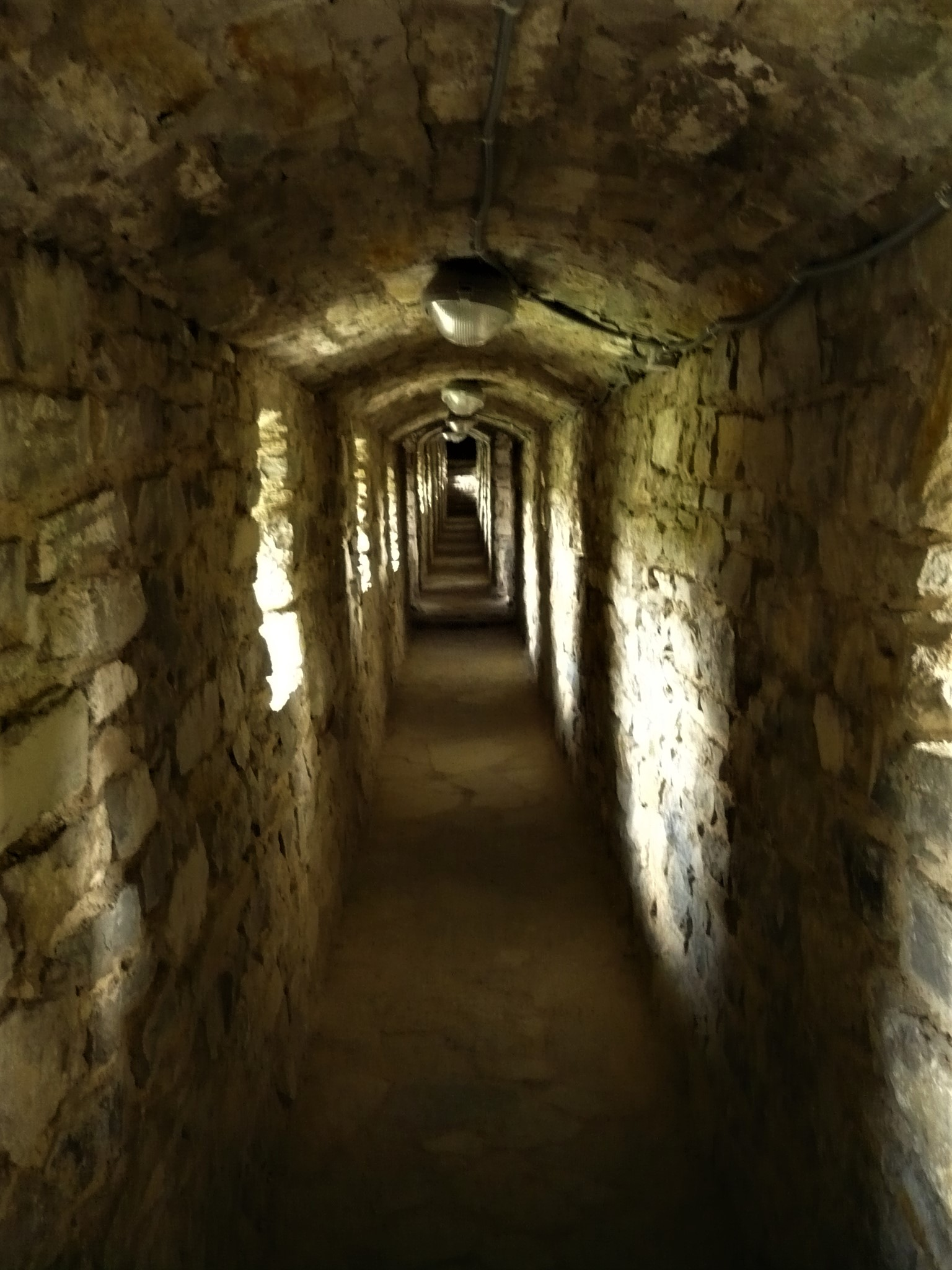
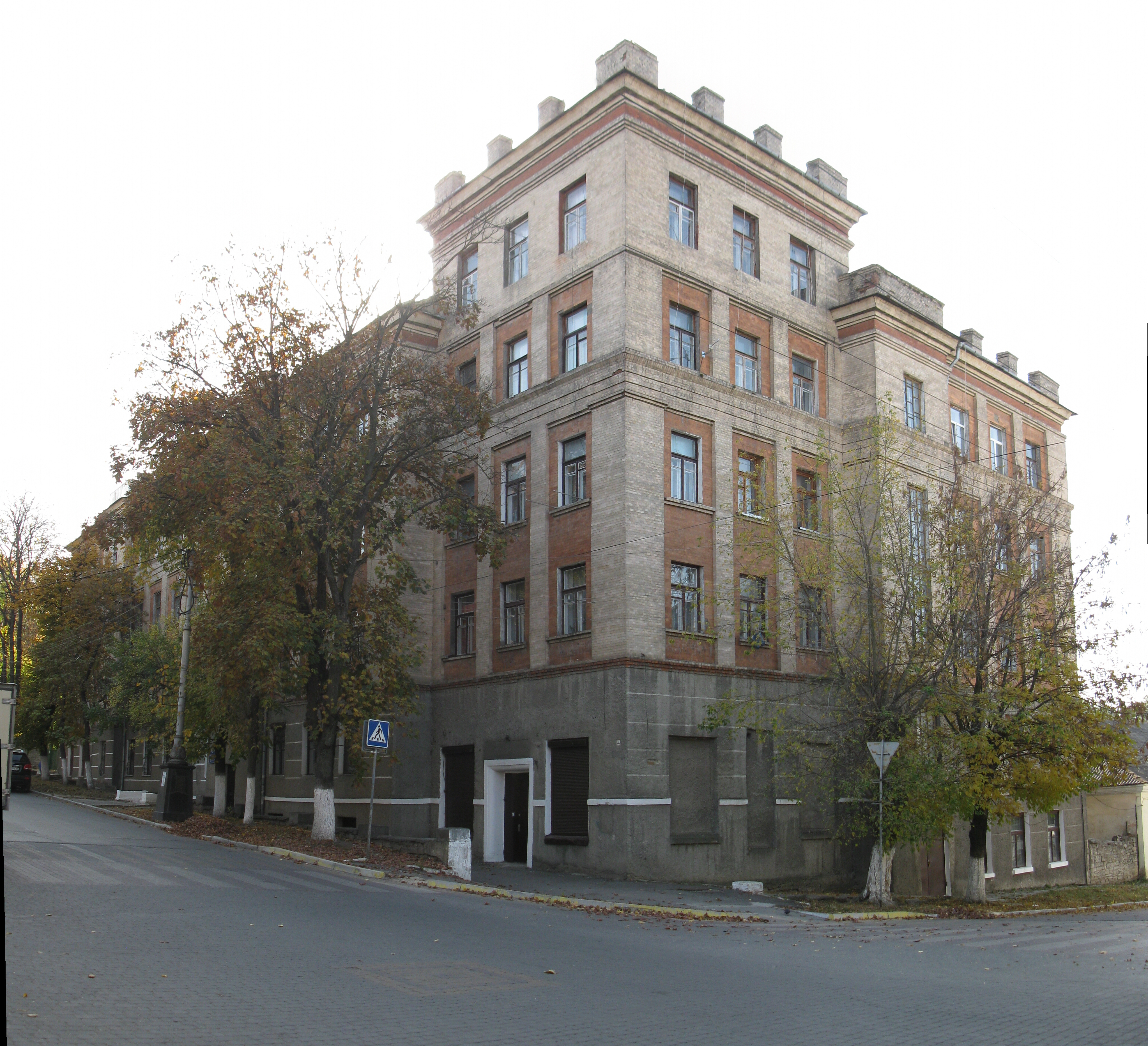
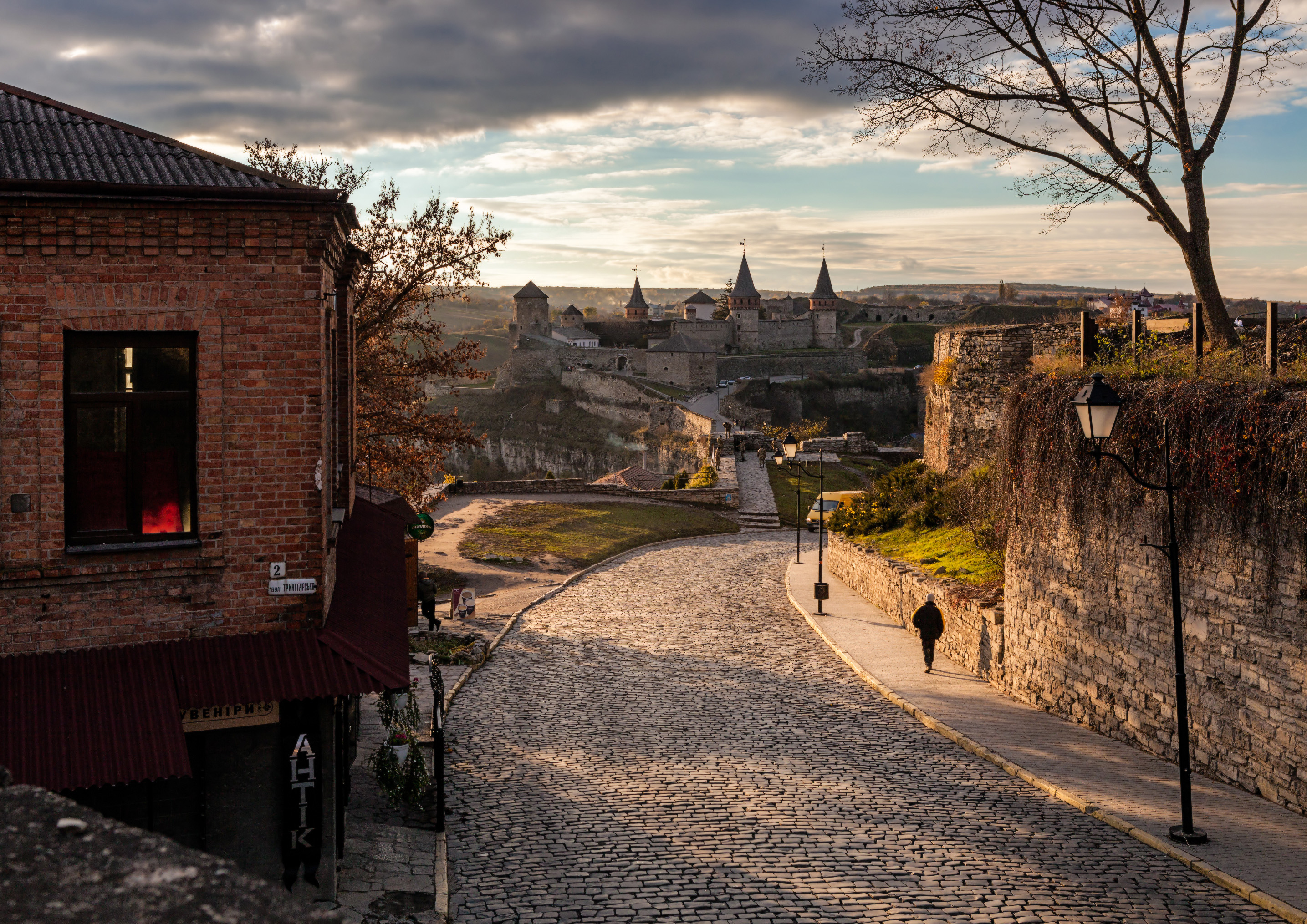
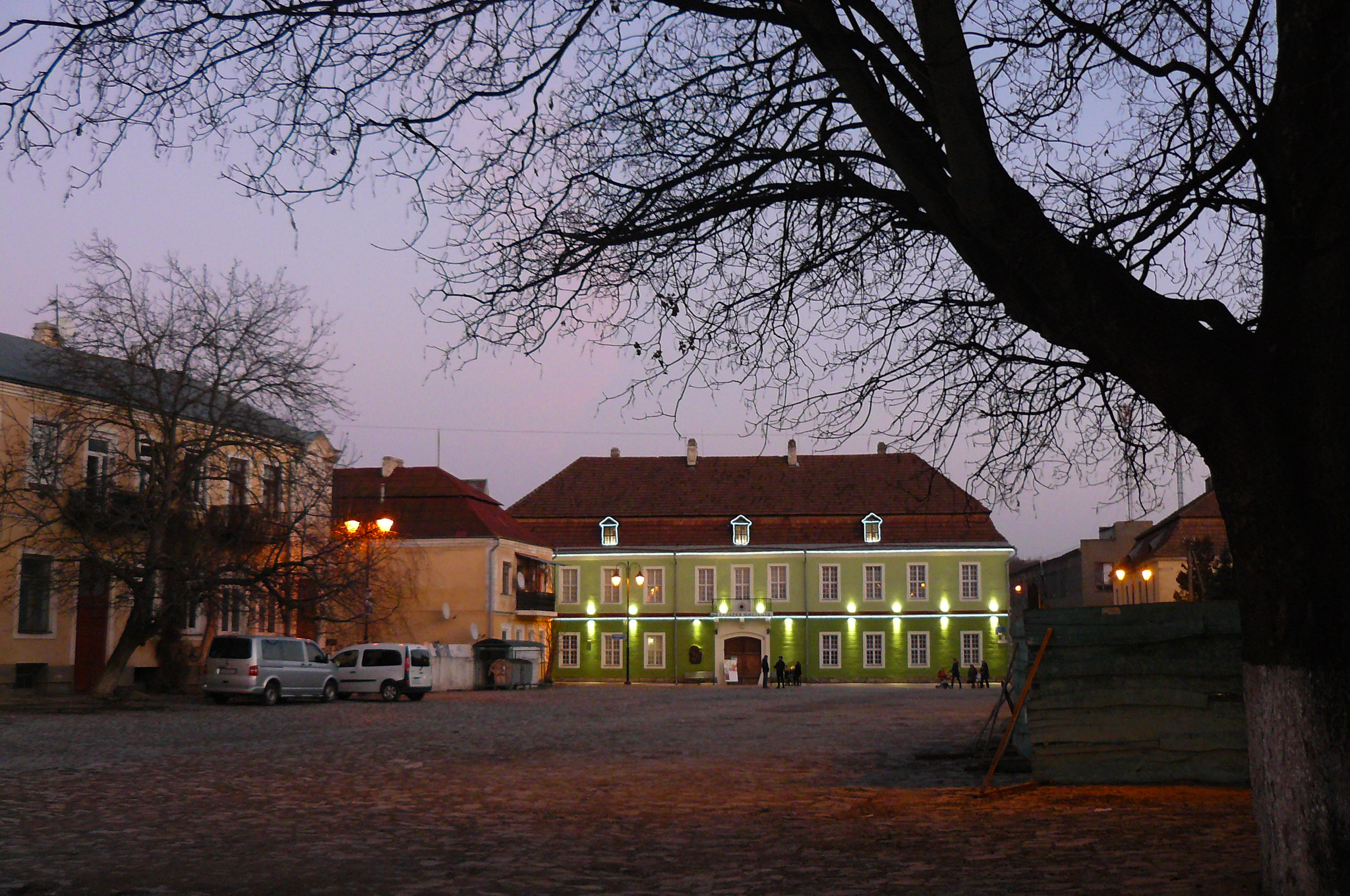
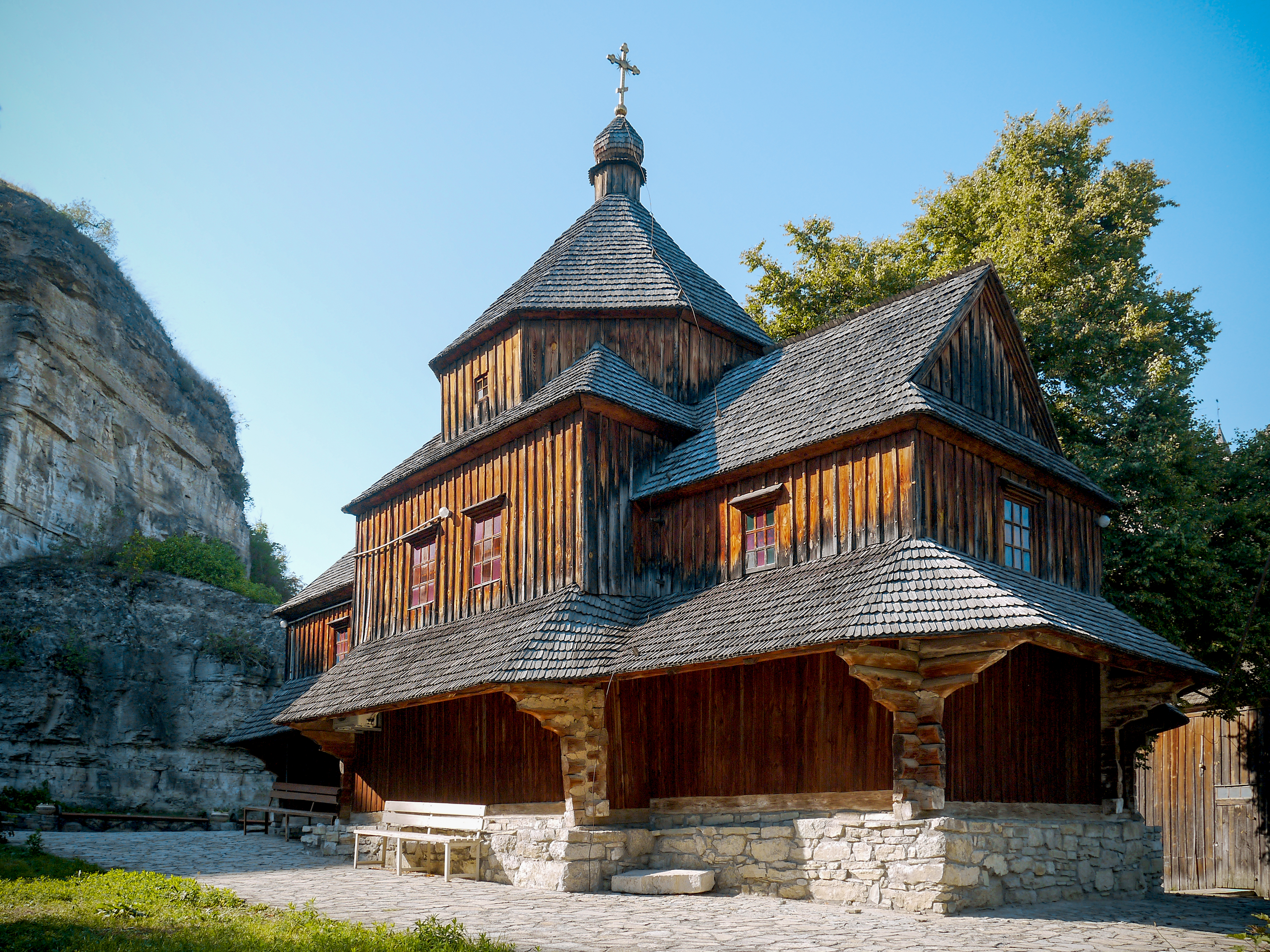
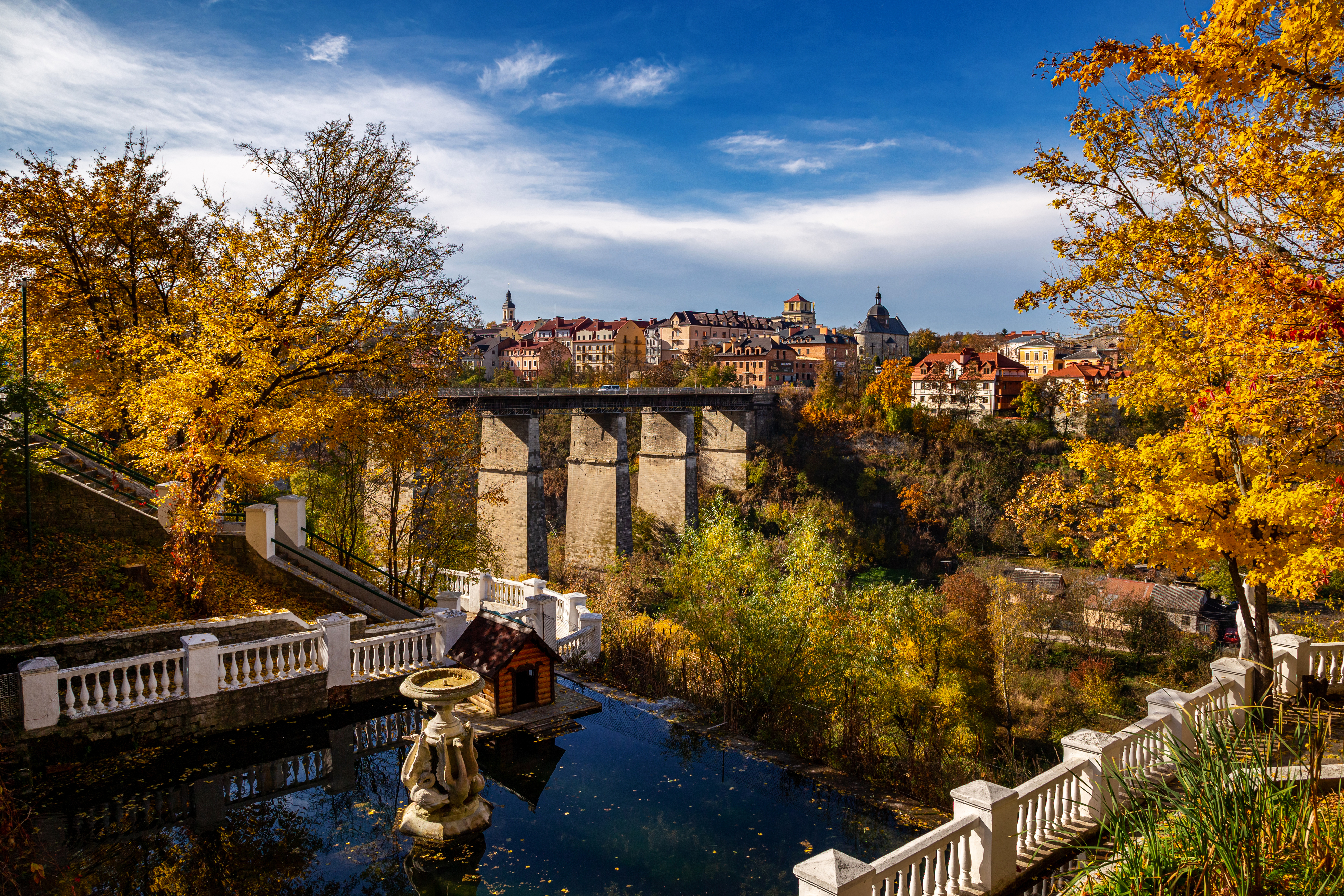